# Venkarai
Venkarai (o Vengarai) è una suddivisione dell'India, classificata come town panchayat, di 13.447 abitanti, situata nel distretto di Namakkal, nello stato federato del Tamil Nadu. In base al numero di abitanti la città rientra nella classe IV (da 10.000 a 19.999 persone).

## Geografia fisica
La città è situata a 11° 06' 04 N e 77° 57' 39 E.

## Società

### Evoluzione demografica
Al censimento del 2001 la popolazione di Venkarai assommava a 13.447 persone, delle quali 6.709 maschi e 6.738 femmine. I bambini di età inferiore o uguale ai sei anni assommavano a 1.274, dei quali 652 maschi e 622 femmine. Infine, coloro che erano in grado di saper almeno leggere e scrivere erano 8.822, dei quali 5.021 maschi e 3.801 femmine.